# The Elsinore Players
The Elsinore Players var et dansk kammerensemble, som blev grundlagt af komponisten Karl Aage Rasmussen i 1975.
Ensemblet, som havde hjemsted i Århus og tog sit navn efter Helsingør Theater i Den Gamle By, bestod af fløjte, klarinet, violin, cello, klaver, guitar og slagtøj, med Karl Aage Rasmussen fungerede som dirigent.
Ensemblet markerede sig ved at bestille og uropføre talrige værker af danske komponister og indtil opløsningen i 1986 var de blandt de førende danske ensembler for samtidsmusik.